# Magnano (Latronico)
Magnano, è una frazione italiana di 960 abitanti, che fa parte del comune di Latronico, nella Provincia di Potenza.

## Geografia fisica
Situata nella zona sud-est di Latronico, ai confini con il vicinissimo comune di Episcopia, sulla sponda sud del fiume Sinni, sorge a 688 metri sul livello del mare, alle pendici del Parco Nazionale del Pollino, nel territorio dell'Agromonte.
Nel territorio è presente il noto Bosco Magnano, patrimonio UNESCO, situato ad est del Parco Nazionale del Pollino, ospita uno tra gli animali più rari: lo Sciurus meridionalis, detto lo scoiattolo nero.

## Storia
Nacque come borgo già nell'epoca preromana, ha trascorso la storia del territorio dell'Agromonte, storicamente appartenuta al feudo dei Chiaromonte.

## Monumenti e luoghi d'interesse

### Chiesa di Sant'Antonio di Padova
Dedicata a Sant'Antonio di Padova fu costruita nei primi del '900, in cima al borgo di Magnano.